# 니지 프로젝트 시즌 2
니지 프로젝트 시즌 2(Nizi Project season 2, "레인보우 프로젝트 시즌 2"), 프로듀스 101 레인보우 2.0라고도(Nizi 101プロデュース 2.0), 는 2023년 일본 리얼리티 경쟁 쇼이자 Nizi Project 시리즈의 두 번째 시즌이다. 이 시리즈는 JYP 엔터테인먼트와 소니 뮤직 엔터테인먼트 (일본)이 일본의 글로벌 보이 그룹을 만들기 위한 합작 프로젝트다. 니지 프로젝트 시즌 2는 JYP 엔터테인먼트 창립자 박진영이 20인의 보이그룹 멤버를 선발해 넥스지로 데뷔하는 이야기를 그린다. 프로듀스101과 비슷한 방송이다.

## 배경
2021년 7월 12일 박진영은 기자회견을 열어 니지 프로젝트가 2023년 3월 데뷔를 목표로 하는 일본 보이 밴드를 만들기 위한 두 번째 시즌을 가질 것이라고 발표했다. 14~22세 소년 신청은 2021년 7월부터 2021년 10월까지 가능하다. 오디션은 2021년 11월부터 12월까지 일본 8개 도시, 미국 뉴욕과 로스앤젤레스, 한국 서울에서 진행이 예정됐다. 참가자들은 보컬, 댄스, 랩, 모델, 작곡/작사 등 5개 부문으로 평가된다. 그룹 멤버는 2023년 12월 최종 확정돼 발표가 예정됐다.

## 동일 소재 프로그램
- PRODUCE 48 - CJ ENM의 걸 그룹 아이즈원를 결성시킨 프로그램
- SIXTEEN - JYP 엔터테인먼트의 걸 그룹 트와이스를 결성시킨 프로그램